# 서천초등학교 (부산)
서천초등학교(西川初等學校)는 대한민국 부산광역시 사하구에 있는 공립 초등학교이다.

## 학교 연혁
- 1985년 3월 1일: 개교
- 2019년 3월 1일 : 감정초등학교의 병합

## 참고 자료
- 서천초등학교 - 한국교육학술정보원 학교알리미